# Лоуэлл, Джеймс Расселл
Джеймс Расселл Лоуэлл (англ. James Russell Lowell; 22 февраля 1819, Кембридж, Массачусетс — 12 августа 1891, там же) — американский поэт, педагог, эссеист и дипломат.

## Биография
Родился в одной из стариннейших семей Новой Англии. По своему воспитанию и эстетическим взглядам был англофилом. Образование получил в Гарвардском университете, писать стихи начал ещё в студенческие годы. В 1841 году выходит его первый поэтический сборник «Год жизни и другие поэмы»; через три года вышла поэтическая антология, подтвердившая репутацию Лоуэлла как талантливого лирического поэта.
В 1844 году Лоуэлл вступает в брак с Мартой Уайт, девушкой из аристократической бостонской семьи, сестрой своего школьного товарища. Под влиянием жены Лоуэлл начинает выступать за отмену рабства в США и пишет на эту тему многочисленные статьи и эссе. В то же время в своих политико-социальных взглядах он остаётся на консервативных позициях.
Пользуясь огромной популярностью как поэт, Джеймс Рассел Лоуэлл издаёт в середине XIX столетия (в том числе анонимно) сборники сатирических стихотворений и поэм, посвящённых злободневным темам своего времени, высмеивает в них различных известных политических деятелей, литераторов и литературных критиков. Один из стихотворных циклов был им написан на простонародном диалекте янки.
С 1855 года Лоуэлл — профессор английской литературы в Гарвардском университете. С 1857 он издаёт литературный журнал The Atlantic Monthly. После окончания Гражданской войны в США выступает в основном как эссеист и литературный критик.
В период с 1877 по 1880 год Джеймс Рассел Лоуэлл занимает должность посла США в Испании. С 1880 по 1885 год — посол США в Великобритании. В 1885 году вернулся на родину, где продолжал играть видную политическую роль в рядах демократической партии. Незадолго до смерти поддержал Общество друзей русской свободы.
Умер в родном городе.

## Избранные сочинения
- A year’s life and other poems (1841)
- Poems (1843)
- Poems. Second Series. (1848)
- A Fable for Critics (1848)
- The Vision of Sir Launfal (1849, рассказ о Св. Граале в стихотворной форме)
- Biglow Papers. Part 1 (1849)
- Biglow Papers. Part 2 (1867)
- Among my books (2 т.т.., 1870-76)
- The poetical works. Houghton Mifflin, Boston, Mass. 1978, ISBN 0-395-25726-3.

## Русские переводы
- Лоуэлл Дж.-Р. Предназначение поэта. // Эстетика американского романтизма. М.: Искусство. 1977. С. 413-427.